# Mbaka'a (Nkolafamba)
Pour les articles homonymes, voir Mbaka.
Mbaka'a est une localité de la région du Centre au Cameroun, localisée dans la commune de Nkolafamba et le département de la Méfou-et-Afamba.

## Population
En 1965, Mbaka'a comptait 159 habitants, principalement des Tsinga.
Lors du recensement de 2005, ce nombre s'élevait à 111.